# Карнац, Ульрих
Ульрих Карнац (нем. Ulrich Karnatz; род. 2 декабря 1952, Росток) — немецкий гребец, выступавший за сборную ГДР по академической гребле в середине 1970-х — начале 1980-х годов. Двукратный олимпийский чемпион, четырёхкратный чемпион мира, победитель и призёр многих регат национального значения.

## Биография
Ульрих Карнац родился 2 декабря 1952 года в городе Росток, ГДР. Проходил подготовку в местном спортивном клубе «Форвертс».
Первого серьёзного успеха на взрослом международном уровне добился в сезоне 1975 года, когда вошёл в основной состав восточногерманской национальной сборной и побывал на чемпионате мира в Ноттингеме, откуда привёз награду золотого достоинства, выигранную в распашных рулевых восьмёрках.
Благодаря череде удачных выступлений удостоился права защищать честь страны на летних Олимпийских играх 1976 года в Монреале — в составе экипажа, куда также вошли гребцы Бернд Баумгарт, Дитер Вендиш, Вернер Клатт, Ханс-Йоахим Люк, Роланд Костульски, Готтфрид Дён, Карл-Хайнц Прудёль и рулевой Карл-Хайнц Даниловски, занял первое место в программе восьмёрок и тем самым завоевал золотую олимпийскую медаль.
После монреальской Олимпиады Карнац остался в составе гребной команды ГДР и продолжил принимать участие в крупнейших международных регатах. Так, в 1977 году он выступил на чемпионате мира в Амстердаме, где вновь выиграл золото в восьмёрках.
В 1978 году в восьмёрках одержал победу на мировом первенстве в Карапиро. Год спустя на аналогичных соревнованиях в Бледе добавил в послужной список ещё одну золотую медаль в восьмёрках, став таким образом четырёхкратным чемпионом мира по академической гребле.
Находясь в числе лидеров восточногерманской сборной, благополучно прошёл отбор на Олимпийские игры 1980 года в Москве — совместно с командой гребцов, куда вошли Бернд Краус, Ханс-Петер Коппе, Ульрих Конс, Йёрг Фридрих, Йенс Добершюц, Уве Дюринг, Бернд Хёинг и рулевой Клаус-Дитер Людвиг, победил в зачёте распашных рулевых восьмёрок, опередив преследовавшую команду Великобритании почти на три секунды.
Последний раз показал сколько-нибудь значимый результат на международной арене в сезоне 1981 года, когда занял четвёртое место в восьмёрках на чемпионате мира в Мюнхене.
За выдающиеся спортивные достижения награждался орденом «За заслуги перед Отечеством» в серебре (1976) и золоте (1980).
Помимо занятий спортом служил в военно-морских силах Фольксмарине. После объединения Германии занимался рыбным бизнесом в Ростоке.